# Contre-la-montre masculin des moins de 23 ans aux championnats du monde de cyclisme sur route 2018
Le contre-la-montre masculin des moins de 23 ans des championnats du monde de cyclisme sur route 2018 a lieu sur 27,8 kilomètres le 24 septembre 2018 à Innsbruck, en Autriche. Il est remporté par le tenant du titre Mikkel Bjerg (Danemark), qui devance de 33 secondes le Belge Brent Van Moer et de 38 secondes le Danois Mathias Norsgaard.

## Parcours
Le parcours est tracé sur 27,8 kilomètres, en partant du centre du parc aventure en plein air appelé le Swarovski Crystal Worlds dans la ville de Wattens. Puis les cyclistes se dirigent vers le  district d'Innsbruck aux localités de Kolsass et Weer où ils traversent la rivière Inn.
L'arrivée est située en face du palais de Hofburg,.

## Qualification
Selon le système de qualification fixé par le comité directeur de l'Union cycliste internationale, « chaque nation bénéficie de 2 partants. [...] Le champion du monde et les champions continentaux en titre peuvent participer en sus [de ce quota] »,.
| Champion              | Nom            | Pays             |
| --------------------- | -------------- | ---------------- |
| Champion du monde     | Mikkel Bjerg   | Danemark         |
| Champion panaméricain | Walter Vargas  | Chili            |
| Champion d'Asie       | Shi Hang       | Chine            |
| Champion d'Océanie    | Jake Marryatt  | Nouvelle-Zélande |
| Champion d'Europe     | Edoardo Affini | Italie           |

## Déroulement de la course

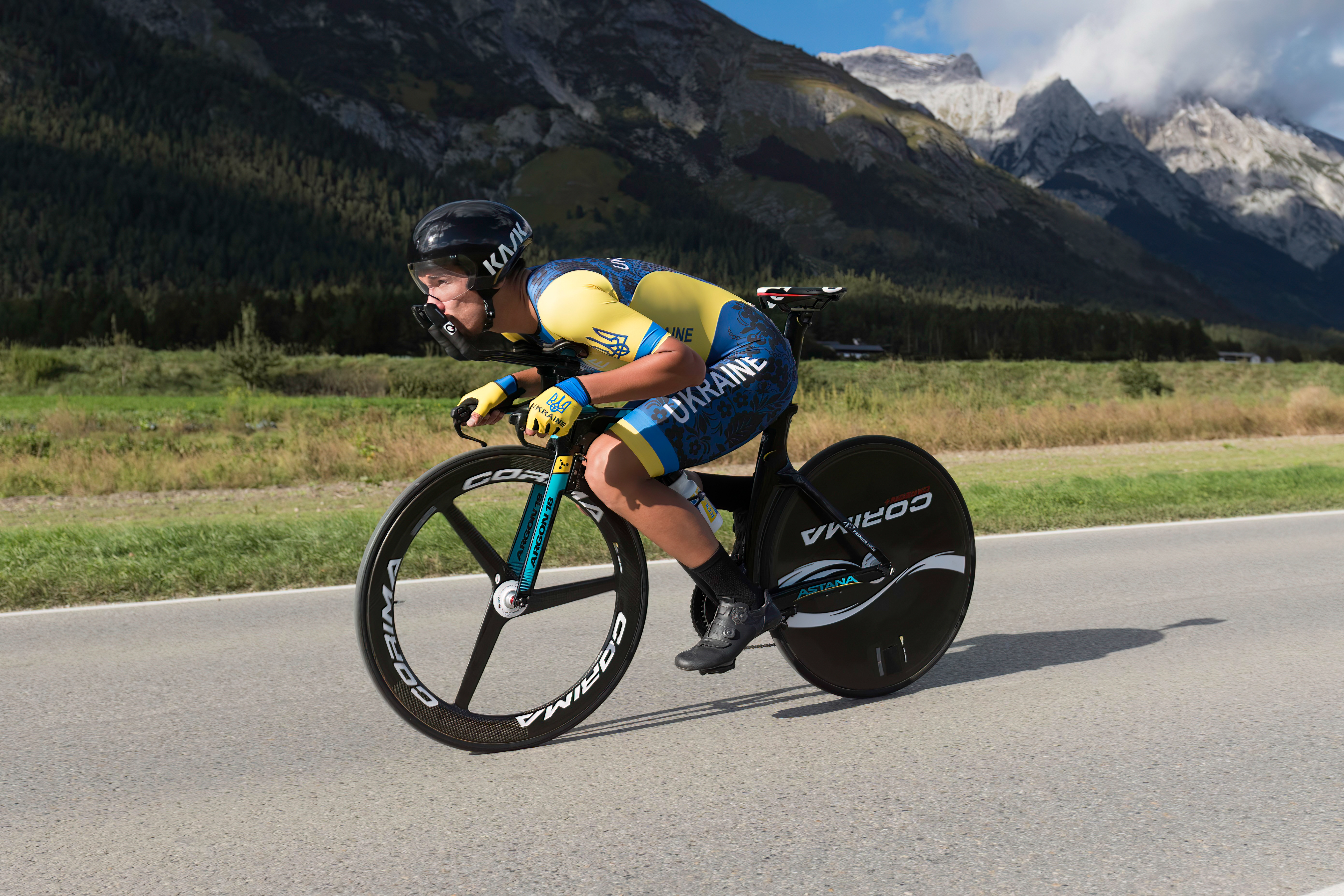
Timur Malieiev en course au contre-la-montre. Septembre 2018.

Le coureur italien Alexander Konyshev, fils du coureur et directeur sportif russe Dimitri Konyshev, est le premier coureur à prendre le départ. Le Canadien Nickolas Zukowsky établit un premier temps de référence, avant d'être battu par le Britannique Ethan Hayter, stagiaire de l'équipe professionnelle Sky, qui occupe la première place du classement provisoire pendant une grande partie de la compétition.
Le Belge Brent Van Moer, stagiaire chez Lotto-Soudal, parvient à le devancer de douze secondes et est le premier à passer la barre des 50 km/h. Plusieurs favoris échouent à faire mieux que Van Moer. C'est le cas de l'Allemand Lennard Kämna, professionnel chez Sunweb, médaillé de bronze de ce championnat en 2015, quatorzième du classement final, et de Charlie Tanfield, champion de Grande-Bretagne, qui arrive en retard au départ et finit 27e. Le Danois Mathias Norsgaard devance Van Moer au point intermédiaire mais échoue à 5 secondes de ce dernier à l'arrivée. L'Américain Brandon McNulty, médaillé d'argent en 2017, avant-dernier coureur à s'élancer, finit à 20 secondes de Van Moer.
Le Danois Mikkel Bjerg tenant du titre, devance Norsgaard de 24 secondes et Van Moer de 38 secondes au point intermédiaire, et s'impose nettement au classement final devant ces coureurs, de 33 et 38 secondes,. Il est le premier coureur à être titré deux fois champion du monde du contre-la-montre espoirs.

## Classement
| Rang                      | Coureur               | Pays              |    | Temps       |
| ------------------------- | --------------------- | ----------------- | -- | ----------- |
| Médaille d'or, monde      | Mikkel Bjerg          | Danemark          | en | 32 min 31 s |
| Médaille d'argent, monde  | Brent Van Moer        | Belgique          | +  | 33 s        |
| Médaille de bronze, monde | Mathias Norsgaard     | Danemark          |    | 38 s        |
| 4                         | Edoardo Affini        | Italie            |    | 44 s        |
| 5                         | Ethan Hayter          | Grande-Bretagne   |    | 46 s        |
| 6                         | Tobias Foss           | Norvège           |    | 51 s        |
| 7                         | Brandon McNulty       | États-Unis        |    | 53 s        |
| 8                         | Stefan de Bod         | Afrique du Sud    |    | 59 s        |
| 9                         | Matteo Sobrero        | Italie            |    | 1 min 1 s   |
| 10                        | Callum Scotson        | Australie         |    | 1 min 2 s   |
| 11                        | Stefan Bissegger      | Suisse            |    | 1 min 2 s   |
| 12                        | Patrick Gamper        | Autriche          |    | 1 min 4 s   |
| 13                        | Andreas Leknessund    | Norvège           |    | 1 min 4 s   |
| 14                        | Lennard Kämna         | Allemagne         |    | 1 min 5 s   |
| 15                        | Max Kanter            | Allemagne         |    | 1 min 5 s   |
| 16                        | Pascal Eenkhoorn      | Pays-Bas          |    | 1 min 6 s   |
| 17                        | Mark Padun            | Ukraine           |    | 1 min 7 s   |
| 18                        | Alexys Brunel         | France            |    | 1 min 8 s   |
| 19                        | Jakub Otruba          | Tchéquie          |    | 1 min 12 s  |
| 20                        | Senne Leysen          | Belgique          |    | 1 min 19 s  |
| 21                        | Nickolas Zukowsky     | Canada            |    | 1 min 20 s  |
| 22                        | Filip Maciejuk        | Pologne           |    | 1 min 22 s  |
| 23                        | Gage Hecht            | États-Unis        |    | 1 min 23 s  |
| 24                        | Julius van den Berg   | Pays-Bas          |    | 1 min 24 s  |
| 25                        | Michael O'Loughlin    | Irlande           |    | 1 min 28 s  |
| 26                        | Tom Wirtgen           | Luxembourg        |    | 1 min 31 s  |
| 27                        | Charlie Tanfield      | Grande-Bretagne   |    | 1 min 32 s  |
| 28                        | Ivo Oliveira          | Portugal          |    | 1 min 35 s  |
| 29                        | Jaime Castrillo       | Espagne           |    | 1 min 38 s  |
| 30                        | João Almeida          | Portugal          |    | 1 min 40 s  |
| 31                        | Johan Price-Pejtersen | Danemark          |    | 1 min 41 s  |
| 32                        | Nikolay Cherkasov     | Russie            |    | 1 min 43 s  |
| 33                        | Barnabas Peak         | Hongrie           |    | 1 min 45 s  |
| 34                        | Markus Wildauer       | Autriche          |    | 1 min 45 s  |
| 35                        | Thibault Guernalec    | France            |    | 1 min 49 s  |
| 36                        | Alexander Konychev    | Italie            |    | 1 min 53 s  |
| 37                        | Kent Main             | Afrique du Sud    |    | 2 min 0 s   |
| 38                        | Conn McDunphy         | Irlande           |    | 2 min 6 s   |
| 39                        | Marc Hirschi          | Suisse            |    | 2 min 7 s   |
| 40                        | Adam Roberge          | Canada            |    | 2 min 9 s   |
| 41                        | Jaka Primozic         | Slovénie          |    | 2 min 33 s  |
| 42                        | Norman Vahtra         | Estonie           |    | 2 min 37 s  |
| 43                        | Diego Ferreyra        | Chili             |    | 2 min 50 s  |
| 44                        | Sergio Tu             | Taipei chinois    |    | 2 min 54 s  |
| 45                        | Veljko Stojnić        | Serbie            |    | 2 min 56 s  |
| 46                        | Andréas Miltiádis     | Chypre            |    | 2 min 57 s  |
| 47                        | Shoi Matsuda          | Japon             |    | 2 min 58 s  |
| 48                        | Igor Chzhan           | Kazakhstan        |    | 3 min 0 s   |
| 49                        | Masaki Yamamoto       | Japon             |    | 3 min 1 s   |
| 50                        | Pit Leyder            | Luxembourg        |    | 3 min 8 s   |
| 51                        | Petr Rikunov          | Russie            |    | 3 min 13 s  |
| 52                        | Tegshbayar Batsaikhan | Mongolie          |    | 3 min 15 s  |
| 53                        | Matúš Štoček          | Slovaquie         |    | 3 min 21 s  |
| 54                        | Redwan Ebrahim        | Éthiopie          |    | 3 min 25 s  |
| 55                        | Henok Mulubrhan       | Érythrée          |    | 3 min 37 s  |
| 56                        | José Félix Parra      | Espagne           |    | 3 min 37 s  |
| 57                        | Timur Maleev          | Ukraine           |    | 3 min 39 s  |
| 58                        | Andrej Petrovski      | Macédoine du Nord |    | 3 min 42 s  |
| 59                        | Adrián Babič          | Slovaquie         |    | 3 min 42 s  |
| 60                        | Jambaljamts Sainbayar | Mongolie          |    | 3 min 50 s  |
| 61                        | Awet Habtom           | Érythrée          |    | 3 min 52 s  |
| 62                        | Samuel Mugisha        | Rwanda            |    | 3 min 53 s  |
| 63                        | Ognjen Ilić           | Serbie            |    | 4 min 4 s   |
| 64                        | Izidor Penko          | Slovénie          |    | 4 min 13 s  |
| 65                        | Joseph Areruya        | Rwanda            |    | 4 min 24 s  |
| 66                        | Paul Daumont          | Burkina Faso      |    | 4 min 47 s  |
| 67                        | Million Beza          | Éthiopie          |    | 5 min 32 s  |
| 68                        | Musa Mikayilzade      | Azerbaïdjan       |    | 6 min 46 s  |
| 69                        | Othman Harakat        | Maroc             |    | 7 min 13 s  |
| 70                        | Tyler Cole            | Trinité-et-Tobago |    | 13 min 28 s |